# Georg Hansen (Soziologe)
Georg Hansen (* 15. April 1944 in Kalisz, damals Kalisch, Reichsgau Wartheland) ist ein deutscher Soziologe.

## Leben
Georg Hansen wurde 1944 im besetzten Polen als Kind von Zivilbesatzern geboren. Er wuchs in Salzgitter-Ringelheim (Volksschule 1950 bis 1955) und Hildesheim (Scharnhorstschule 1955 bis 1965)auf.
Hansen studierte Soziologie, Geschichte, Politikwissenschaft und Geographie in Tübingen (Leibniz-Kolleg), Bochum und Tours (Frankreich). Er machte seinen Abschluss als dipl.rer.soc. und promovierte zum Dr.rer.soc. bei Urs Jaeggi 1973 an der Universität Bochum. 1977 erfolgte seine Habilitation an der PH Ruhr. Er war Mitglied im Vorstand der Bundesassistentenkonferenz (1970/71), im Landesvorstand der GEW NRW (1971 bis 1973) und im Sachverständigenbeirat zur Bestimmung des Standorts der Gesamthochschule Essen (1970/71) Er arbeitete als Sachverständiges Mitglied der Unterkommission 21 der Gemeinsamen Kommission für die Studienreform NRW (Ausländerpädagogik) 1981 bis 1983 und im Beirat des Modellversuchs „Lehrer für Ausländerkinder“ an der Gesamthochschule/Universität Essen 1982–1985. Außerdem gehörte er dem Landesvorstand DPWV NRW von 1989 bis 1993 an. Er arbeitete von 1991 bis 1995 als Wissenschaftliche Begleitung des Modellversuchs „Lernen für Europa“ am Landesinstitut für Schule und Weiterbildung in Soest.
Er war Geschäftsführer beim Universitätsparlament der Ruhruniversität RUB Bochum von 1969 bis 1971, Hochschulreferent beim Kulturamt der Stadt Dortmund 1971/72 und hatte von 1973 bis 1978 eine Arbeitsstelle für Schulentwicklungsforschung der Pädagogischen Hochschule Ruhr in Dortmund inne. Von 1978 bis 1989 war er Professor für Erziehungswissenschaft an der WWU (Universität Münster) und Dekan von 1981/82 und 1985/89. Außerdem war er Professor für Interkulturelle Erziehungswissenschaft und Ausländerpädagogik an der Fernuniversität Hagen von 1989 bis zur Emeritierung 2009 und deren Dekan von 1992 bis 1997.
Hansen lebt seit 1989 mit seinem Lebensgefährten in Bremen.

## Wissenschaftliche Tätigkeit
Im Zentrum der wissenschaftlichen Tätigkeit Hansens stand und steht die Frage des Umgangs mit den „Anderen“ nicht nur in Bildungseinrichtungen, sondern insgesamt in der Gesellschaft. Von Anfang an wandte er sich in der Debatte um das damals als „Gastarbeiterkinder-“ oder „Ausländerkinderproblem“ verhandelte Thema gegen die damals populäre und auch heute noch wirksame Defizithypothese. Vielmehr verhandelte er das Thema im größeren historischen Rahmen als Ausschnitt eines Zugangs mit Differenz und Vielfalt (Differenzhypothese). Statt einer Beteiligung an der Ausdifferenzierung einer Vielzahl von Minderheiten und damit der Aufnötigung von Gruppenidentitäten stellt Hansen die Ausgrenzung (Exklusion) entlang von vermeintlichen oder behaupteten gemeinsamen Merkmalen zur Produktion von Minderheiten in den Vordergrund (Diskriminiert. 1986.) Unterschiede und Gemeinsamkeiten zwischen Minderheiten und Mehrheiten wurden so zu Merkmalen von Vielfalte in einem Kontinuum. Eine Instrumentalisierung von Merkmalen zur Ausgrenzung konnte damit als Mittel zur Aufrechterhaltung von Machtverhältnissen und Herrschaft begriffen werden.
Zentrale Fragen sind nicht die nach Merkmalen von Einzelnen und Gruppen, sondern die nach Diskriminierungserfahrungen so unterschiedlicher Personen wie Sinti und Roma, Homosexueller, in Verfassungen berücksichtigter ethnischer Minderheiten wie Dänen in Südschleswig oder Sorben in Sachsen und Brandenburg, Juden und Muslimen, psychisch/physisch Beeinträchtigter oder Migranten vielerlei Genese der letzten Jahrzehnte. Allen gemeinsam ist, dass sie Erfahrungen mit Ausgrenzung als vermeintlich anders und nicht dazugehörig haben.
Die Untersuchung der völkischen Wurzeln des preußisch-deutschen Staatsbürgerrechts von der Mitte des 19. Jahrhunderts bis in das 21. Jahrhundert kreist um die Frage der Europatauglichkeit deutscher Rechtssetzung und die Tradition einer gezielten Ausgrenzung von vermeintlich nicht Dazugehörigen. Mit diesem Ansatz wurde die rechtlich kodifizierte Ausgrenzung von Anderen als Instrument der intentionalen Diskriminierung identifiziert.
Ein biografisch angeleiteter Schwerpunkt ist die Untersuchung der Schulpolitik der Nazi-Besatzer in Polen. Polnische Staatsarchive stellten Hansen, nach anfänglichen Irritationen über das Interesse eines (west)deutschen Forschers, ihre diesbezüglichen Unterlagen schon 1988, also vor dem Fall der Mauer, in umfassender Weise zur Verfügung. Die Archivarbeit dauerte bis 1993 an und erbrachte u. a. die Erkenntnis, dass entgegen verbreiteter Annahmen die Unterlagen keineswegs vernichtet worden waren, weder von den abziehenden Besatzern noch von der einrückenden Roten Armee. Vor allem aber ergab sich ein Bild, das hinsichtlich des schulorganisatorischen Repertoires in vielerlei Hinsicht dem zum Ende des 20. Jahrhunderts gleicht: das – vergebliche – organisatorische Bemühen um „Homogenität“ von Lerngruppen als Konstante. (Ethnische Schulpolitik im besetzten Polen.)

## Schriften (Auswahl)
- Diskriminiert. Über den Umgang der Schule mit Minderheiten. Basel 1986, ISBN 3-407-34004-4.
- Die exekutierte Einheit. Vom Deutschen Reich zur Nation Europa. Campus, Frankfurt am Main 1991, ISBN 3-593-34439-4.
- Ethnische Schulpolitik im besetzten Polen. Der Mustergau Wartheland. Münster 1995, ISBN 3-89325-300-9.
- Schulpolitik als Volkstumspolitik. Quellen zur Schulpolitik der Besatzer in Polen 1939–1945. Waxmann, Münster/New York 1994, ISBN 3-89325-227-4.
- Perspektivwechsel. Eine Einführung. Münster 1996, ISBN 3-89325-405-6.
- Die Deutschmachung. Ethnizität und Ethnisierung im Prozess von Ein- und Ausgrenzungen. Münster 2001, ISBN 3-8309-1043-6.
- Ethnische Minderheiten in der Bundesrepublik Deutschland. Ein Lexikon. Hrsg. von Cornelia Schmalz-Jacobsen und Georg Hansen. C. H. Beck, München 1995, ISBN 3-406-39147-8.
- Assimilation und Segregation – das schulorganisatorische Repertoire der deutschen Volkstumspolitik im besetzten Polen 1939–1945. In: G. Auernheimer, P. Gstettner (Red.): Jahrbuch für Pädagogik 1996.
- Ein völkisches Staatsverständnis bis ins 21. Jahrhundert? In: Th. Vormbaum (Hrsg.): Jahrbuch der Juristischen Zeitgeschichte. Bd. 2, Baden-Baden 2001.
- Migration im Spannungsverhältnis von Integration und Segregation. In: Th. Vormbaum (Hrsg.): Jahrbuch der Juristischen Zeitgeschichte. Bd. 6, Berlin 2005.
- Als Kalisch deutsch war... Eine Tochter auf den Spuren der Besatzer. Ein dokumentarischer Roman. Oldenburg 2005, ISBN 3-89841-175-3. (Polnische Übersetzung 2014)
- Homogenitätsillusion und Normalitätskonstrukt. Aufsätze von Georg Hansen. Hrsg. Martin Spetsmann-Kunkel. Waxmann, Münster/New York 2009, ISBN 978-3-8309-2146-2.